# Агуадас
Агуадас (исп. Aguadas) — город и муниципалитет в центральной части Колумбии, на территории департамента Кальдас. Входит в состав субрегиона Северный Кальденсе.

## История
Поселение, из которого позднее вырос город, было основано доном Хосе Нарсисо Леонином де Эстрада-и-Кастро 5 июля 1808 года.

## Географическое положение

Муниципалитет Агуадас

Город расположен в северной части департамента, в пределах горной местности Центральной Кордильеры, к востоку от реки Кауки, на расстоянии приблизительно 58 километров к северу от города Манисалес, административного центра департамента. Абсолютная высота — 2146 метра над уровнем моря.
Муниципалитет Агуадас граничит на юге с территорией муниципалитета Пакора, на юго-востоке — с муниципалитетом Саламина, на севере, западе и востоке — с территорией департамента Антьокия. Площадь муниципалитета составляет 482,7 км².

## Население
По данным Национального административного департамента статистики Колумбии, совокупная численность населения города и муниципалитета в 2024 году составляла 23 525 человек.
Динамика численности населения муниципалитета по годам:
| 2005   | 2010   | 2015   | 2020   | 2021   | 2022   | 2023   | 2024   |
| ------ | ------ | ------ | ------ | ------ | ------ | ------ | ------ |
| 24 308 | 23 165 | 22 081 | 23 116 | 23 139 | 23 274 | 23 403 | 23 525 |

## Экономика
Большинство трудоспособного населения занято в выращивании кофе, бананов, сахарного тростника, а также в животноводстве.